# Carlos Cano (actor)
Carlos Cano de la Fuente (Lima, 3 de octubre de 1952-Lima, 23 de diciembre de 2015) fue un primer actor, dramaturgo, productor de teatro, cine y televisión peruano.

## Biografía
Durante su vida, estuvo casado con la actriz Patricia Frayssinet con quien tuvo sus tres primeros hijos: Alonso, Carolina y Rodrigo. Y por último Zivana, la menor de sus hijos producto de su segundo compromiso .

## Filmografía

### Telenovelas
- Páginas de la vida (1984)
- Carmín (1984) como El Árabe.
- La casa de enfrente (1985)
- Bajo tu piel (1987)
- La fuga del chacal (1987) como Toño "El diablo" Garay Jr.
- Los de arriba y los de abajo (1995)
- Los unos y los otros (1995) como Álvaro Quesada
- Tribus de la calle (1996)
- Lluvia de arena (1996)
- Todo se compra, todo se vende (1997) como Pedro Leyton.
- La rica Vicky (1998) como Francisco Salcedo.
- Procura amarme más (1999) como Joaquín Valdez.
- Estrellita (2000) como Víctor Suárez.
- Éxtasis (2001) como Teniente Gamarra.
- Cazando a un millonario (2001) como Superintendente.
- Mil oficios (2001-2002) como Dr. Rafael del Prado.
- Qué buena raza (2002-2003) como Ricardo Prado.
- Demasiada belleza (2003) como Luis Porfirio Pajuelo.
- Luciana y Nicolás (2003) como Tito.
- Eva del Edén (2004) como Amador de Carrasco.
- La Pre (2008) como Alejandro Rey de Castro
- La Perricholi (2011) como Pedro Bravo de Rivera.
- Avenida Perú (2013) como Rogelio Concha Imaña.
- Nuestra historia (2015) como Ulises.

### Series
- El Conspirador (1981).
- Matrimonios y algo más (1983).
- Gamboa (1983-85).
- Túpac Amaru (1984).
- César Vallejo (1986).
- El Proceso (1986).
- Raymondi por las Rutas del Perú (1989).
- La Perricholi (1992).
- Bolero (1993).
- Bajo el Mismo Cielo (1997).
- Sarita Colonia (2001) como sargento Noriega.
- El faro (2003)como Paco Corvacho.
- Así es la vida (2005; 2008) como Leopoldo "Polo" Polar.
- Los del solar (2005) como Edmundo Rivera del Río.
- Condominio S.A. (2006) como Mario Rossi.
- Desde tu butaca (2006-2007).
- La Gran Sangre (2007) como Charlie
- Diablos Azules (2007-2008) como Javier Aguilar.
- Operación rescate (2010).
- Adiós al 7º de línea (Chile) (2010).
- Conversando con la luna (2012)
- Al fondo hay sitio (2012) como Billy Bedoya.
- Guerreros de arena (2013) como Roberto.
- Comando Alfa (2013) como General Mariano Córdoba Cerro.

### Películas
- Túpac Amaru (1984) como El Visitador Areche.
- Dónde está el muerto (1985).
- Bajo la piel (1996) como Dr. Quesada.
- La fuga del chacal (1987) como El diablo Garay Jr.
- Ultra Warrior (1990).
- Reportaje a la muerte (1993) como Mayor Alberti.
- Días de Santiago (2004) como Administrador Tienda.
- Domingo (2004).
- La gran sangre: la película (2007).
- Motor y Motivo (2009) como José Melchor
- City Garden (2010) como General de Policía.
- Detrás del espejo (2012) como Chacaltana.
- Asu Mare (2013) como tío de Carlos.
- El Gran Pajatén (2015) como Concha Sánchez
- Paititi, la ciudad prohibida (2015) como Concha Sánchez
- La casa rosada (2018) como General del Ejército